# Кристампілля
Кристампілля (біл. вёска Крыстамполле) — село в складі Пуховицького району Мінської області, Білорусь. Село підпорядковане Новопольській сільській раді, розташоване в центральній частині області.